# روبرت نيل مارشال
روبرت نيل مارشال (بالإنجليزية: Robert Neal Marshall)‏ (و. 1960 – م) هو ممثل من الولايات المتحدة الأمريكية . ولد في بالتيمور، ماريلاند .

## روابط خارجية
- روبرت نيل مارشال على موقع IMDb (الإنجليزية)
- روبرت نيل مارشال على موقع قاعدة بيانات برودواي على الإنترنت (الإنجليزية)
- روبرت نيل مارشال على موقع قاعدة بيانات الفيلم (الإنجليزية)